# Слезов скелар
Слезов скелар (лат. Carcharodus alceae) врста је лептира из породице скелара (лат. Hesperiidae).

## Опис врсте
Прилично неупадљив мали дневни лептир варијабилних боја. Распрострањен је у Србији и чешћи од сродних врста. У зависности од географског подручја, има две или три генерације годишње, а адулти лете између априла и јуна и поново до септембра. Врста презимљава у стадијуму гусенице, и то као зрела гусеница која се на пролеће не храни поново. Из јајета грубе текстуре еклодирају гусенице које су до половине развојног пута нејасно смеђег интегумента, прекривеног ситним белим папилозним основама сета. Карактеристичан је први торакални сегмент који носи сјајан и црн проторакални штит. Код зрелих гусеница, штит је још дефинисанији, а маркиран је и жутим пољима и чини први торакални сегмент ужим од осталих. Гусеница најчешће одмара у положају удице, а храни се и скрива унутар замотуљка који формира савијењем обода листа биљке хранитељке.

## Распрострањење и станиште
Насељава све травнате површине, најчешће влажне ливаде. Нема га у северној Европи, а понегде ни у централној.

## Биљке хранитељке
Биљке хранитељке су му слезови (Malva spp.), првенствено црни слез (Malva sylvestris). 